# Ctenorillo strinatii
Ctenorillo strinatii är en kräftdjursart som först beskrevs av Helmut Schmalfuss och Franco Ferrara 1983.  Ctenorillo strinatii ingår i släktet Ctenorillo och familjen Armadillidae. Inga underarter finns listade i Catalogue of Life.